# Rhyacophila soldani
Rhyacophila soldani là một loài Trichoptera trong họ Rhyacophilidae. Chúng phân bố ở miền Cổ bắc.